# La Fourmi électrique
Wasmannia auropunctata (un espère ce fourmi communément appelée "fourmi électrique")
La Fourmi électrique (titre original : The Electric Ant), ultérieurement retraduite sous le titre La Fourmi électronique, est une nouvelle de science-fiction de Philip K. Dick.

## Parutions

### Parutions en anglais
Écrite en 1968, la nouvelle est parue en octobre 1969 dans The Magazine of Fantasy & Science Fiction n°4; on la retrouve par la suite dans (entre autres) : H. Harrison & Brian W. Aldiss éd., Best Science Fiction of The Year: 1969 (Putnam, 1970); Robert Silverberg éd., Windows into Tomorrow (Hawthorn, 1974); The Best of Philip K. Dick; H. Harrison & Brian W. Aldiss éds., Decade: The 60’s (Londres: Macmillan, 1977); Robert Silverberg éd., The Androids Are Coming (Elsevier & Nelson, 1979; Wildside Press, 2000); Robots, Androids, and Mechanical Oddities; in Isaac Asimov, Martin H. Greenberg, & Patricia S. Warwick éds., Machines That Think. The Best Science Fiction Stories About Robots & Computers (Holt Rinehart & Winston, 1984).

### Parutions en français
La nouvelle est d'abord traduite par Bruno Martin sous le titre « La fourmi électronique » et paraît dans Fiction n°198 (juin 1970).
Elle paraît ensuite dans Histoires d'automates (1983) puis Total Recall sous la direction de J.-C. Zylberstein (U.G.E. « 10/18 », 1991).
Elle est retraduite par Hélène Collon pour l'Intégrale des Nouvelles de Philip K. Dick — 1963-1981 (4 volumes, Denoël,1998 [Épuisé]), reprise dans les Nouvelles — 1953-1981 (2 volumes, Denoël, 2000 [Épuisé]) et par la suite (entre autres) dans les recueils Minority Report (Gallimard, Folio « Science-Fiction », nº 109, 2002) et Total Recall (Gallimard › Folio « Science-Fiction », nº 109, 2012).

### Adaptation en bande dessinée
Par David Mack (scénario) et Pascal Alixe (illustration) (Marvel Comics, 2010). Voir sur Amazon. Voir sur le site dickien.fr. 

## Résumé
Un dirigeant d'entreprise découvre, en se coupant la main lors d'un accident, qu'il n'est pas de nature humaine, mais un androïde… Il décide alors d'apporter quelques modifications à sa programmation. 